# 中国铁路解放11型蒸汽机车
解放11型蒸汽机车，是中国铁路使用的煤水车式蒸汽机车车型之一。本型机车前身为津浦铁路和浙赣铁路于1919年到1937年间各自向美国和英国订购的2-8-2轮式蒸汽机车。

## 历史

### 前身

#### 津浦鐵路250型
津浦铁路于1919年到1932年间先后向美国机车公司、鲍尔温机车厂以及威尔逊机车厂订购总计48辆2-8-2轮式蒸汽机车，其中美国机车公司制造的30辆机车被赋予251–280车号号段（1919年至1920年製），鲍尔温机车厂制造的10辆机车被赋予281–290车号号段（1929年製），威尔逊机车厂制造的8辆机车被赋予291–298车号号段（1932年製）。上开机车被津浦铁路编为250型。在1938年华北交通成立后，又将上开机车编为ミカナ型（Mikana型）。

#### 浙贛鐵路
浙赣铁路局于1937年向美国机车公司、鲍尔温机车厂分别订购10辆2-8-2轮式蒸汽机车，但车型型号名不明。在1939年华中铁道成立后，将上开机车接收。

### 戰後接收運用
第二次世界大战结束后，原为津浦铁路和浙赣铁路各自配属的两型蒸汽机车先后被中华民国交通部和中华人民共和国铁道部接收。中华人民共和国铁道部于1951年将两型机车合编为ㄇㄎ11型（MK11），后于1959年改型号名为解放11型（JF11），车号范围也调整为3741-3810。有至少12辆解放11型机车配属于柳州铁路局辖下的桂林机务段、柳州机务段和南宁机务段，1辆解放11型机车配属于都匀桥梁厂。1982年到1983年期间，在桂林北站附近仍有3772号机车、3776号机车以及3777号机车的目击记录。

## 保存
两辆接收自原浙赣铁路局的解放11型蒸汽机车于中国铁道博物馆静态展示:
| 中铁赋予之编号 | 制造厂商      | 制造时间 | 退役前最终配属        | 备注                                                                       |
| -------------- | ------------- | -------- | --------------------- | -------------------------------------------------------------------------- |
| 解放11-3773    | 鲍尔温机车厂? | 1937年   | 柳州铁路局 柳州机务段 | 同时也是柳州铁路局以及现时南宁铁路局送交中国铁道博物馆展示的第一辆铁路机车 |
| 解放11-3787    | 美国机车公司? | 1937年   | 都匀桥梁厂            |                                                                            |

## 备注
1. ↑  华北交通ミカナ至少有以下幾種類型：
1. 北英机车公司和平奉铁路唐山制造厂製造的京奉铁路200型（1913-1924），戰後被中國鐵道部編為解放7型。
2. 美国机车公司、鲍尔温机车厂以及威尔逊机车厂制造的津浦铁路250型（1919-1932），戰後被中國鐵道部編為解放11型。
3. 美国机车公司制造的京绥铁路300型（1922），戰後被中國鐵道部編為解放12型。
4. 威尔逊机车厂（英语：Nasmyth, Gaskell and Company）制造的膠濟鐵路600型（1931），戰後被中國鐵道部編為解放17型。